# 猟奇の檻
『猟奇の檻』（りょうきのおり）は、1995年8月25日に日本プランテックよりPC-9800シリーズ（PC98）向けに発売されたアダルトゲーム。及び、そのシリーズ作品。本項では、シリーズ第1作『猟奇の檻』と、そのリメイク版『真説 猟奇の檻』（しんせつ りょうきのおり）について記述する。
なお、同名の実写アダルトビデオシリーズや同人ゲームが存在するが、本作とは関係無い。

## 猟奇の檻

### 概要
エルフの『同級生』シリーズの大ヒットに影響された各ソフトハウスが、制作・発売した亜種の1つ。単なる恋愛アドベンチャーゲームではなく、コンピュータRPGの如くクォータービューのマップ上に点在する各ステージを移動する度に一定の時間が経過したり、イベントの発生条件に時刻も関係してくるという時間の概念を取り入れたゲームシステムこそ似通っているものの、シナリオは『同級生』とは全く異なり、タイトルが示すように猟奇系である。大型百貨店「零式百貨店」（ぜろしきひゃっかてん）とその周辺を舞台に、10年以上も続く謎の失踪事件と、その裏に潜む戦慄の真相が描かれる。
佐野一馬による猟奇色の強いシナリオと横田守による肉感的なキャラクターの他、『同級生』タイプの亜種としては非常に難易度が高い。

### スタッフ
- シナリオ：佐野一馬
- キャラクターデザイン、原画：横田守
- 音楽：O.E.L.
- 開発：スタジオポラリス、ゼロシステム
- 発売：日本プランテック

### あらすじ
日本全国に計16もの支店を持つ、零式百貨店。その本店では、来客が店内で突然行方不明になるという事件が15年前から多発していた。犠牲者が子供から大人まで多岐に渡るこの事件は、警察の度重なる捜査にもかかわらず、真相は不明。犯行声明や身代金要求も一切無いことから、誘拐ではなく謎の失踪とされ、人々の間で話題となっていた。
事態を重く見た現総帥・零式真琴は、真相の解明に支店から1人の社員を呼び寄せ、密命を下す。その社員の名は、四宅邦治。だが、邦治は探偵でも何でもない、ごく普通の青年であった。
転属されたての人員として日々の勤務をこなす傍ら、邦治は内々に捜査を進めていく。

### 登場キャラクター

#### 主人公
四宅 邦治（よやけ くにはる）
年齢：25歳 / その他の設定は不明
元は零式百貨店の支店の1つに勤務していた、ごく普通の青年。何故か零式真琴により本店へ転属させられ、一連の失踪事件の捜査を命じられる。

#### ヒロイン
それぞれに専用エンディングが存在する。
武中 つかさ（たけなか つかさ）
年齢：18歳 / 身長：156cm / スリーサイズ：82-58-87（cm） / 血液型：A型
零式百貨店本店地下1階食料品売場内にある精肉店「肉汁の里」の販売員で、食肉部門の主任も兼任している女性。高校生時代に零式百貨店本店でアルバイトを経験し、卒業後そのまま正社員となったばかりである。そのため、肉を捌く様子は既に一人前だが、言動はまだ高校生のように初々しい。元は孤児であり、児童養護施設「アッカムイの家」の出身。
高野 玲（こうの あきら）
年齢：24歳 / 身長：159cm / スリーサイズ：82-54-84（cm） / 血液型：O型
零式百貨店本店1階婦人服売場内にある期間限定特別コーナーの主任。ボンデージファッションをあしらった着こなしが似合うクールな美人で、売場を訪れる常連には綾本美鈴を初め、女性のファンも多い。コーナーをただ仕切るだけでなく企画発案から関わるなど、行動力も抜群。
前田 伸子（まえだ のぶこ）
年齢：21歳 / 身長：158cm / スリーサイズ：86-58-87（cm） / 血液型：O型
零式百貨店本店5階ペットコーナー「ぷにぷに」で働く女性店員。自らの化粧よりもペット達のことを気遣いながら働く健康美人で、毎朝の通勤もマウンテンバイクを駆るほど。ボーイッシュな容姿と言動で邦治とも気さくに会話するが、軟派な男は大嫌い。勤務の傍で常に可愛がっているネコの岩鉄丸（がんてつまる）は、「ぷにぷに」のマスコット的存在である。
如月 静（きさらぎ しずか）
年齢：24歳 / 身長：164cm / スリーサイズ：90-59-88（cm） / 血液型：B型
零式百貨店本店4階レストラン街にあるイタリア料理店「エレツィオーネ」の女シェフ。イタリアで修行を積んだ身であり、零式真琴にスカウトされて店を出した。料理や食材に対する姿勢は本物だが、性格はとにかく豪気で、何かと理由を付けては酒盛りを行ったりする。
綾本 環（あやもと たまき）
年齢：35歳 / 身長：156cm / スリーサイズ：86-58-87（cm） / 血液型：A型
零式百貨店本店2階紳士服売場「チミテーロ」の主任。妖艶な美人だが、前総帥が現役の頃から勤務している古株社員の1人で、人望の厚さからも、言わば御意見番のような立場。若い頃に夫と死別しているため、一人娘の美鈴を女手一つで育て上げた強き母でもある。
綾本 美鈴（あやもと みすず）
年齢：17歳 / 身長：154cm / スリーサイズ：78-51-81（cm） / 血液型：A型
綾本環の一人娘で、高校生。母が働いている関係から、零式百貨店本店は幼少時から気軽に立ち寄れる場所であり、関係者に顔見知りも多い。高野玲に憧れを抱いている。腹部には幼少時に施された大きな手術痕がある。
零式 真琴（ぜろしき まこと）
年齢：30歳代前半 / 身長：167cm / スリーサイズ：84-57-86（cm） / 血液型：O型
零式百貨店の現総帥。零式百貨店を日々切り盛りする麗しきキャリアウーマンで、人望も厚い。一連の失踪事件を内々に解明すべく、四宅邦治を支店勤務から本店勤務へ転属させ、捜査を命じた。

#### その他
斉藤 剛史（さいとう たけし）
年齢：32歳 / 身長：174cm
零式百貨店本店の警備員の1人。不精髭を所々に生やし、勤務中でも緩んだままのネクタイを直さずに過ごすなど、少々くたびれた風体をしていて口調も毒舌家だが、いざという時には頼りになるタイプ。地下2階にある警備員詰所にはあまり留まらず、暇さえあれば店内を巡回している。
海野 涼一（うんの りょういち）
年齢：24歳 / 身長：164cm
零式百貨店本店の警備員の1人。性格も体格も良いが、斉藤剛史の強烈な存在のためにあまり報われない。顔は分厚い唇が特徴。武中つかさと同じく、「アッカムイの家」の出身。
江崎 力（えざき ちから）
年齢：25歳 / 身長：165cm
零式百貨店本店3階玩具売場「おもちゃ箱」の販売員。愛らしい顔立ちをした青年だが、とにかく気弱でオドオドとしている。
坂東 隼人（ばんどう はやと）
年齢：25歳 / 身長：179cm
零式百貨店本店1階婦人服売場内にあるカジュアルコーナーの販売員。オールバックの髪型も凛々しい美形で、かなりのナルシスト。美人と見れば口説かずにはいられないが、その性格が災いして女性店員からの評判は良くない。
坂東 英子（ばんどう えいこ）
年齢：18歳 / 身長：163cm / スリーサイズ：88-57-89（cm） / 血液型：AB型
坂東隼人の妹で、短大生。前田伸子とは違う意味でのボーイッシュで口調も乱暴だが、隼人のような男は嫌いな半面しっかりした男が好みという、堅実で純情な所もある。
真田 くらら（さなだ くらら）
年齢：24歳 / 身長：152cm / スリーサイズ：79-54-81（cm） / 血液型：AB型
零式百貨店本店のエレベーターガール。だが、どういうわけか四宅邦治がエレベーターに乗っても、あまり出会うことは無い。容姿と言動の愛らしさから社内外を問わずファンも多いが、実は頭の中は常時セックスに関することで一杯という、いわゆるヤリマンタイプである。
上妻 ヨリ （こうづま ヨリ）
年齢：19歳 / 身長：153cm / スリーサイズ：80-61-87（cm） / 血液型：A型
零式百貨店本店4階エレベーターホールにある特別催事場福引コーナーで、常に陽気に受付のアルバイトに精を出している短大生。アルバイトの理由は、男漁り旅行の資金集めのため。
渡瀬 久恵（わたせ ひさえ）
年齢：17歳 / 身長：150cm / スリーサイズ：75-56-79（cm） / 血液型：B型
美鈴の親友で眼鏡っ娘。江崎力へほのかな思いを寄せている。
東海林 時枝（しょうじ ときえ）
年齢：17歳 / 身長：162cm / スリーサイズ：81-55-85（cm） / 血液型：AB型
真船 ゆみ（まふね ゆみ）
年齢：17歳 / 身長：149cm / スリーサイズ：74-53-80（cm） / 血液型：O型
上記2人は零式百貨店本店で万引きを繰り返している女子高生。吊り目で大柄が時枝、垂れ目で小柄がゆみ。常に2人で行動している。いわゆる常習犯だが、捕まった際には巧みな話術、隠し持っているスタンガン、そして相手を巻き込んで行うセックスで切り抜けるため、補導歴は存在しない。
播磨 吾一（はりま ごいち）
年齢：29歳 / 身長：179cm
零式百貨店本店1階商品搬入部で働く、大柄で優しい男。誰とでも気さくに会話ができる良い人で、仕事柄内部事情にも詳しい。
大豪院 秀樹（だいごういん ひでき）
年齢：45歳 / 身長：153cm
零式百貨店本店総務部部長。髭の剃り跡の青さと、勤務中の些細な雑談も許さない頑固さが特徴。常に厳めしい表情で、各売場を巡回している。
ビュビュ・ド・モンパル・那須（ビュビュ・ド・モンパル・なす）
年齢：41歳 / 身長：171cm
「チミテーロ」の販売員。諸外国の高貴な家の出らしい言動に、巻き髪と巻き髭が特徴。
安藤 芳子（あんどう よしこ）、神崎 千尋（かんざき ちひろ）、西郷 玉美（さいごう たまみ）
3人とも零式百貨店本店店員で、噂好きお調子者。痩せ型が芳子、小柄が千尋、太り気味が玉美。常に3人一緒に現れる。
アッカムイの家のおばあさん
本名は不明。つかさや涼一が幼少時を過ごした「アッカムイの家」の責任者。
鴨又科学の男
本名などは一切不明。時折「チミテーロ」を訪れる、帽子と紳士服姿の男。
零式 琴衛門（ぜろしき ことえもん）
零式百貨店の前総帥で故人。零式真琴の祖父に当たる。

### 書籍
ザ・オリジナル・ピクチャーズ・オブ『猟奇の檻』
センチュリーより発売。ISBN 4-915966-21-6
PC98版の全原画やキャラクター紹介などを掲載しているほか、ゲームシステムを簡略化して難易度を大幅に下げたバージョンと、『猟奇の檻 第2章』のデモンストレーション版を収録したCD-ROMを封入したムック本。前者はPC-9800シリーズ用MS-DOSのほか、IBM-PC上のWindows 95やWindows 98にも直接インストールしてのプレイが可能な、ハイブリッド仕様である。
なお、簡略化の影響で一部のサブキャラクターは登場しない。また、タイトル名の冠詞は本来、「ザ・」ではなく「ジ・」と表記されるべきであるが、本項では現物での表記に準拠した。
零式百貨店物語 猟奇の檻
ワニブックスより発売。ISBN 4-8470-3184-9
本作のシナリオライター・佐野一馬が自ら書き下ろした小説版。ゲーム版の単なる小説化ではなく、一部の人物にはゲーム版と違う役割を与えるなど、アレンジが施されている。

## 真説 猟奇の檻

### 概要（真説）
『真説 猟奇の檻』は、2004年12月17日にCALIGULAよりデビュー作として発売されたアダルトゲーム。かつて日本プランテックやペンギンワークスより発売された、『猟奇の檻』シリーズ第1作『猟奇の檻』のリメイク版である。なお、タイトルロゴの表記を全てまとめると、『真説 猟奇の檻 First Chapter : Zeroshiki Department store』（しんせつ りょうきのおり ファースト・チャプター：ゼロシキ・デパートメント・ストア）となるが、本項では公式サイトでの表記に順ずる。
スタジオラインはリメイク作業に当たり、まずは版権を確保。次に、それまでのTeriosとは別の新ブランド「CALIGULA」を立ち上げ、PC98版のスタッフだった佐野一馬と横田守を再結集し、主題歌にはI'veを迎えて開発を行った。その結果、シナリオやキャラクターの描き直しや追加、セックスシーンの増量や回数の増加、そしてPC98版では全く成し得なかったフルボイス化などが施されたが、新たにZNSを搭載するなどゲームシステムの見直しも施されたため、難易度に関してはPC98版ほど高くはない。また、PC98版の時点では明確にされていなかったシリーズ第2作『猟奇の檻 第2章』との繋がりが、本作では明確に感じられるよう設定されている。
ZNSとは「零式・ナビゲーション・システム」（“Zeroshiki Navigation System”）の略で、いわゆる推理ものゲームには欠かせないヒントシステムの1つ。使用すると専用画面にはヒロインの詳細と共に、主人公の四宅邦治を次にどこへ移動させれば良いかのヒントが表示される。ただし、このシステムはあくまでも大まかなヒントを示すだけのもので、トゥルーエンドやゲームの完全クリアへの道を示すものではない。
なお、パッケージ版発売後には旧作の開発を担当していたゼロシステムがスタジオラインへ損害賠償を請求して裁判となったが、棄却に終わっている。
2015年現在はDMM.R18による独占ダウンロード販売が行われている。

### スタッフ（真説）
- 企画、原案：CALIGULA
- エグゼクティブプロデューサー：横田守
- プロデューサー：山岡四郎
- ディレクター：北かづき
- シナリオ：佐野一馬
- キャラクターデザイン：横田守
- 原画：横田守、土代昭治
- 音楽：野中"まさ"雄一 (HEAD OFF,INC.)
- プログラム：柚子醤油
- 背景、MAPデザインチーフ：亜門
- キャラクター、イベントグラフィックチーフ：檳榔子
- 製作、販売：CALIGULA

### 主題歌（真説）
どちらもI'veがプロデュースを担当。
オープニングテーマ「Automaton」
作詞：KOTOKO / 作曲・編曲：高瀬一矢 / 唄：島宮えい子
エンディングテーマ「Permit 〜許しの塔〜」
作詞：MELL / 作曲：中沢伴行 / 編曲：中沢伴行、尾崎武士 / 唄：MELL

### 登場キャラクター（真説）
PC98版から引き続き登場しているキャラクターについては、基本的に変更点のみ記述する。

#### 主人公（真説）
四宅 邦治
元は零式百貨店台東支店総務部に所属していたが、零式真琴に選ばれて本店総務部へ栄転。その理由は、入社試験時にトップの成績で合格したため。しかし、本人はマークシート方式の答案を適当に埋めただけなので、なぜそんな高得点が取れたのかは謎。

#### ヒロイン（真説）
それぞれに専用エンディングが存在するが、綾本環だけは扱いが別に当たるため、エンディング一覧には登録されない。
武中 つかさ
声：柴田蕗
年齢：19歳 / 身長：155cm / スリーサイズ：84-58-87（cm） / 血液型：A型
高野 玲
声：一色ヒカル
年齢：25歳 / 身長：166cm / スリーサイズ：87-55-85（cm） / 血液型：O型
前田 伸子
声：栗かの子
年齢：21歳 / 身長：162cm / スリーサイズ：87-57-87（cm） / 血液型：O型
ソフ倫の規定に準じて岩鉄丸絡みのイベントの一部が変更されたほか、四宅邦治とのセックスシーンには彼と相思相愛になって行うパターンが用意された。また、その果てには邦治の子を身篭る1人となっている。
ヒロイン達で唯一、パッケージ画に登場しない。
如月 静
声：みすみ
年齢：24歳 / 身長：163cm / スリーサイズ：92-58-88（cm） / 血液型：B型
零式百貨店本店内に店を出せた理由は、イタリアでの修行時代に師匠が零式琴衛門に贔屓にされていたため。
斉藤剛史とのセックスシーンが削除されている。
綾本 環
声：後藤絵美子
年齢：35歳 / 身長：167cm / スリーサイズ：89-57-87（cm） / 血液型：A型
綾本 美鈴
声：ナン鈴木
年齢：18歳 / 身長：152cm / スリーサイズ：80-53-81（cm） / 血液型：A型
私立セントクーレイア学園2年生。PC98版より年齢が上がって学園生という設定になったのは、ソフ倫の年齢制限規定に準じたため。また、PC98版でのものとは別のエンディングが追加された上、シナリオ全体での位置付けからもPC98版以上にメインヒロインとして描かれている。
なお、「クーレイア」とは佐野一馬が自分の代表作の1つ『ヴェインドリームII』に登場する国家「魔導王国クーレイア」から引用したネーミングである。
零式 真琴
声：高奈ゆか
年齢：30歳代前半 / 身長：168cm / スリーサイズ：88-58-88（cm） / 血液型：O型
四宅邦治を選んだ本当の理由は、彼に告げた理由とは別に存在する。また、PC98版より真相に近い位置の人物として設定されている。
レベッカ・ド・モンパル・那須（レベッカ・ド・モンパル・なす）
声：風音
年齢：18歳 / 身長：151cm / スリーサイズ：75-51-78（cm） / 血液型：B型
ビュビュ・ド・モンパル・那須の娘。イギリスの名門大学の学位を幾つも持つ天才だが、非常に無口でウブ。本作で追加されたキャラクターの1人。
坂東 卯月（ばんどう うづき）
声：金田めい
年齢：18歳 / 身長：160cm / スリーサイズ：86-56-82（cm） / 血液型：AB型
名前は違うが、PC98版での坂東英子。ヒロインの1人へ昇格。性格がPC98版とは真反対に変更されたため、坂東隼人には崇拝に近い憧れを抱いており、好みのタイプも彼のような男。また、いわゆるツンデレタイプとしても描かれている。
上妻 依理（こうづま より）
声：森藍子
年齢：19歳 / 身長：157cm / スリーサイズ：83-56-85（cm） / 血液型：A型
名前の表記は違うが、PC98版での上妻ヨリ。ヒロインの1人へ昇格。性格のうち、単なる男好きだった部分は歳相応に愛らしい女性のものへ変更されており、四宅邦治とはそれゆえのセックスに至る。また、その果てには邦治の子を身篭る1人となっている。
真田 くらら
声：木村あやか
年齢：24歳 / 身長：152cm / スリーサイズ：81-55-83（cm） / 血液型：AB型
ヒロインの1人へ昇格。性格はPC98版に輪を掛けて能天気、かつ淫乱なものへ変更されている。

#### その他（真説）
斉藤 剛史
声：比留間京之介
年齢：32歳 / 身長：177cm
零式百貨店本店警備部部長。PC98版よりもやや大柄な容姿となっている。
シナリオを順当に進めていくと、自身の過去や零式百貨店の管理システムなどについて触れる部分が出てくるが、その一部は彼が主人公を務める『猟奇の檻 第2章』で詳しく語られる。
海野 純一（うんの じゅんいち）
声：Cカップ亭わたる
年齢：24歳 / 身長：173cm
名前は違うが、PC98版での海野涼一。
江崎 力
声：東城直樹
年齢：25歳 / 身長：165cm
PC98版より真相に近い位置の人物として設定されている。
坂東 隼人
声：杉崎和哉
年齢：25歳 / 身長：178cm
水原 南（みずはら みなみ）
声：海原エレナ
年齢：19歳 / 身長：160cm / スリーサイズ：85-57-86（cm） / 血液型：B型
鴨又病院の新人看護師で、いわゆるドジっ娘タイプ。ちゃっかり者でもあり、保身のためには迷わず邦治へ身を挺する。本作で追加されたキャラクターの1人。
なお、現実には南の年齢だと医療現場にはまだ立てない。
諏訪 佐和子（すわ さわこ）
声：海原エレナ
零式百貨店本店4階レストラン街にある料亭「ふぐ毒」の女将。本作で追加されたキャラクターの1人。
渡瀬 沙絵（わたせ さえ）
声：咲ゆたか
名前は違うが、PC98版での渡瀬久恵。四宅邦治ともセックスに至る。
西園寺 時枝（さいおんじ ときえ）
声：黒崎猫
名字は違うが、PC98版での東海林時枝。キャラクターデザイナー・横田守の絵柄の変化を受け、より扇情的な容姿になった。また、ソフ倫の規定に準じて設定が女子校生へ変更されている。
真船 悠美（まふね ゆみ）
声：まりもりん
名前の表記は違うが、PC98版での真船ゆみ。横田守の絵柄の変化を受け、やや頭身が上がった。また、西園寺時枝と同じ理由から設定が女子校生へ変更されている。
播磨 吾一
声：Cカップ亭わたる
年齢：29歳 / 身長：180cm
零式百貨店本店在庫部部長。
大豪院 秀樹
声：山本格乃進
ビュビュ・ド・モンパル・那須
声：一ノ蔵万太郎
年齢：41歳 / 身長：173cm
安藤 芳子、神崎 千尋、西郷 玉美
声：風音（安藤）、森藍子（神崎）、まりもりん（西郷）
佐々木 和美（ささき かずみ）
声：咲ゆたか
鴨又病院の看護師長。水原南の上司に当たる。本作で追加されたキャラクターの1人。
アッカムイの家のおばあさん
声：城田敦子
鴨又科学の男
声：山本格乃進
零式 琴衛門

泥棒

胡桃沢（くるみざわ）
斉藤剛史と旧知の仲の女性警部。劇中では明確にされないが、『猟奇の檻 第2章』のヒロインの1人・胡桃沢裕子（くるみざわ ゆうこ）と同一人物である。本作で追加されたキャラクターの1人だが、CGは用意されていない。

### 書籍（真説）
真説 猟奇の檻 オフィシャルファンブック
宙出版より発売。全イベントCG、販促イラスト、スタッフインタビューなどを掲載。ISBN 4-7767-9173-0
真説 猟奇の檻 アンソロジーコミック
宙出版より発売。ISBN 4-7767-9176-5

## シリーズ一覧
- 猟奇の檻 第2章
- 猟奇の檻 第3章
- 猟奇の檻 第4章